# Мона Салін
Мона Інгеборг Салін (Андерссон) (швед. Mona Ingeborg Sahlin (Andersson); нар. 9 березня 1957, Соллефтео, Вестерноррланд, Швеція) — шведська політична діячка та феміністка, голова Соціал-демократичної партії Швеції у 2007—2011 роках.

## Життєпис
Народилася в сім'ї Ганса Андерссона — колишнього радника прем'єр-міністра Інгвара Карлссона та голови місцевого відділення СДРПШ поблизу Стокгольма.

## Кар'єра
У 1964 році заснувала шведський «Клуб Барбі» (Barbieklubben).
У 1973 році вступила до Молодіжної соціал-демократичної ліги.
Депутатка Риксдагу у 1982—1996 і 2002—2011 роках від Стокгольмського округу.
Займала різні посади в кабінетах соціал-демократів у 1990-ті і 2000-ні роки: міністерка праці (1990—1991 роки), міністерка гендерної рівності та віцепрем'єрка (1994—1996 роки).
У 1995 році звинувачена у використанні в особистих цілях кредитної картки, виданої їй урядом для службових потреб, і пішла у відставку.
Повернулася в політику в 1998 році. Міністр без портфеля в уряді Йорана Перссона (1998), міністерка промисловості, праці та комунікацій (1998—2002 роки), міністерка юстиції (2002—2004 роки), міністерка сталого розвитку (2004—2006 роки).
Поступившись у 2006 році владі «Альянсу за Швецію», набравши 34,99 % голосів виборців, Йоран Перссон подав у відставку. На партійному конгресі 17 березня 2007 року Мона Салін була одноголосно обрана наступницею колишнього прем'єр-міністра Швеції Йорана Перссона на посаді голови Соціал-демократичної партії Швеції. Пішла з цієї посади після поразки партії на парламентських виборах 2010 року.